# جون هيكس (سياسي)
جون هيكس هو سياسي كندي، ولد في 23 أبريل 1715، وتوفي في 6 مارس 1790. انتخب عضو مجلس نواب نوفا سكوتيا.